# Cut (Boxen)

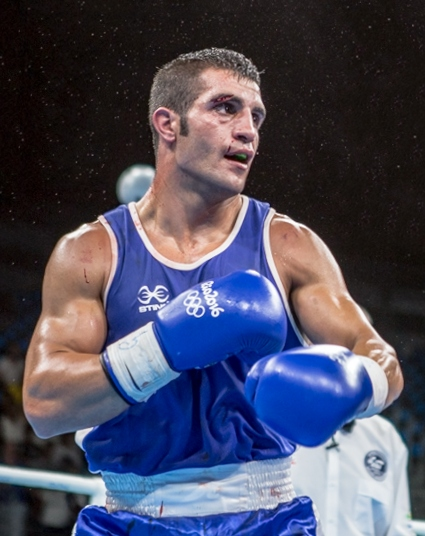
Klassische Cutverletzung über dem Auge

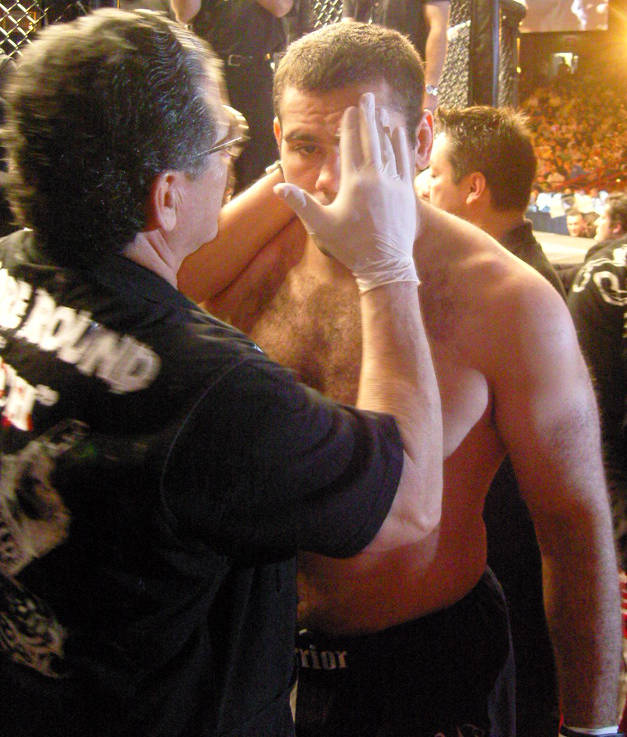
Ein Cut wird vom Cutman mit Vaseline versorgt

Als Cut wird eine schnittartige Körperverletzung u. a. im Boxkampf bezeichnet.

## Beschreibung
Eine Platzwunde, die ein Kampfsportler während eines Kampfes (meistens im Gesicht oder an anderer Stelle des Kopfes) erleidet, wird als Cut (engl. = Schnitt) bezeichnet. Diese Verletzung ähnelt äußerlich einer Schnittverletzung; daher der Name. Hervorgerufen wird ein Cut in der Regel durch einen oder mehrere kräftige Schläge auf die gleiche Stelle des Körpers. Kopfstöße des Gegners, nach den Regeln verboten und als Foul zu werten, können ebenso zu einem Cut führen.
Besonders gefährdet sind Partien, die an der Oberfläche eine stramme Hautspannung und unter der Haut wenig Fleisch aufweisen. Die überwiegende Anzahl von Cuts treten an den Augenpartien auf, meist an den gut mit Blut versorgten Augenbrauen, jedoch auch im Nasen-, Stirn- oder Jochbeinbereich. Ein Kopfschutz beugt solchen Verletzungen im Wettkampf oder Sparring vor und ist im olympischen Boxen (ehemals Amateurboxen) bei Nachwuchssportlern und Frauen verpflichtend. Bei den Männern fiel die Kopfschutzpflicht bei internationalen Wettkämpfen 2013. Im Profiboxen wird im Wettkampf kein Kopfschutz verwendet.

## Auswirkungen im Kampf
Der Ringrichter kann jederzeit einen laufenden Kampf unterbrechen, um eine Cutverletzung durch den Ringarzt untersuchen zu lassen. Eine solche Untersuchung kann auch zwischen den Runden, in den sogenannten Rundenpausen, erfolgen. Bei einigen nationalen Verbänden, darunter dem Deutschen Boxsport-Verband (DBV), hat auch der Ringarzt das Recht, den Kampf bis zu einer Minute unterbrechen zu lassen, um die Kampffähigkeit eines Sportlers festzustellen oder diesen zu behandeln. Sollte die Wunde im Laufe des Kampfes weiterhin stark bluten oder sich vergrößern, bzw. drohen dem Boxer eine Verschlimmerung der Verletzung oder gar Folgeverletzungen, ist der Ringrichter angehalten, den Kampf abzubrechen. Dies erfolgt in der Regel nach Rücksprache mit dem Ringarzt, welcher bei entsprechender Notwendigkeit den Abbruch empfehlen kann. Bei Kämpfen des DBV hat der Ringrichter der Empfehlung des Ringarztes Folge zu leisten; bei anderen Verbänden, wie z. B. dem österreichischen Faustkämpferverband Austria (FVA), ist das Abbrechen des Kampfes ausschließlich Sache des Ringrichters. Auch die Behandlung eines Kämpfers ist dem Arzt, nach den Regeln des FVA, erst nach Schluss des Kampfes gestattet. Beim für olympisches Boxen zuständigen Österreichischen Boxverband (ÖBV) hat der Ringarzt hingegen die Möglichkeit, den Technischen Delegierten anzuweisen, den Kampf durch Gongschlag unverzüglich zu beenden. Dies kommt einem Kampfabbruch durch den Ringrichter gleich.
Zu Cutverletzungen kommt es häufig durch unbeabsichtigte Zusammenstöße mit den Köpfen. Diese können je nach Verfehlung oder Häufigkeit mit einem Ansprechen des verursachenden Boxers, einer Verwarnung oder mit Punktabzug geahndet werden, bei wiederholten Vorfällen oder gar offensichtlicher Absicht, auch mit Disqualifikation. Bei Kampfabbruch einer durch ein unbeabsichtigtes Foul entstandenen Cutverletzung kann es, je nach Regelwerk, zur Auswertung der Punktezettel und damit einer Technischen Entscheidung (Technical decision), zum Erklären eines Technischen Unentschiedens (Technical draw), eines wertungslosen Ergebnisses (No Contest) oder, sollte die Cutverletzung durch regelkonforme Schlagwirkung entstanden sein, zu einem TKO-Sieg für den verursachenden Boxer kommen. Nicht selten kommt es vor, dass ein Boxer gezielt eine bereits bestehende Cutverletzung seines Gegners attackiert, um einen solchen Kampfabbruch herbeizuführen. Umso wichtiger ist daher die Arbeit des „Cutman“ in der Ringecke, welcher mit seiner auf die Dauer der Rundenpause begrenzten Behandlungszeit versuchen muss, die Blutung zu stoppen und damit einen verletzungsbedingten Kampfabbruch zu verhindern.
Bei versorgten Cutverletzungen gilt laut DBV, dass eine Starterlaubnis nur erteilt wird, wenn die Wunde intrakutan oder mit Wundverschlussstreifen (Steristrips) versorgt wurde. Sichtbares Nahtmaterial im Sinne einer Einzelknopfnaht oder ähnlicher extrakutaner Nahttechniken führen zu einem Startverbot.

## Vorbeugung und Behandlung
In der Ecke eines jeden Profi-Boxsportlers steht während des Kampfs neben dem Trainer und einem Helfer oder Physiotherapeuten ein so genannter Cutman bereit. Dieser kümmert sich ausschließlich um die Vorbeugung bzw. Versorgung von Cuts, Schwellungen und Nasenbluten. Um die Behandlung von Verletzungen nach einem festgelegten Schema und unter bestimmten hygienischen Gesichtspunkten zu ermöglichen, bzw. eine sach- und fachgerechte Behandlung von Verletzungen zu gewährleisten, wird beispielsweise vom DBV zweimal im Jahr eine Ausbildung zum Cutman organisiert, welche am Olympiastützpunkt Rhein-Neckar stattfindet.
Um den Cut zu schließen bzw. die Blutung zu stoppen, hat ein Cutman verschiedene Möglichkeiten: Die Kühlung erfolgt durch einen Eisbeutel oder ein speziell geformtes, gekühltes Eisen mit Griff (Enswell genannt); die Reinigung mit einem wassergetränkten Schwamm und durch Wattestäbchen. Das weitere Aufplatzen des Cuts wird durch eine fettende Creme verhindert. Früher wurde hierzu ausschließlich Vaseline verwendet, inzwischen kommt daneben eine kühlende und mit Adrenalin angereicherte Salbe in einem vorgeschriebenen Mischungsverhältnis zum Einsatz. Nach dem Kampf wird die Wunde – je nach Größe – mit einem Salbenverband bedeckt, geklammert oder vernäht.